# Frimureriska handlingar
Det finns ett antal frimureriska handlingar vilka är viktiga vid studier av frimureriets historia.

## Halliwellmanuskriptet
Halliwellmanuskriptet, också benämnt Regiusmanuskriptet eller Regiusdikten, är den första kända frimureriska texten. Den består av 64 sidor skrivna i poetisk form. Manuskriptet börjar med att berätta om Euklides och hans arbete med att sammanfatta den samlade kunskapen om geometri i det forntida Egypten och spridningen av denna kunskap till olika länder. Detta följs av femton punkter riktade till mästare om såväl moraliska frågor (ge inte husrum åt tjuvar, ta inte mutor, gå regelbundet i kyrkan, och så vidare) såväl som hur arbetet på en byggplats skall bedrivas (Låt inte dina murare arbeta på natten, undervisa lärlingarna ordentligt, ta dig inte an uppdrag du inte klarar av, etc.). Därefter följer femton punkter riktade till hantverkare och med ungefär samma innebörd.
Den generella bedömningen är att dokumentet skrevs någon gång mellan sent 1300-tal och mitten på 1400-talet. Att döma av dokumentet verkar författaren ha varit en prästman från västra England. Manuskriptet finns med i olika register allt efter vem som för tillfället ägde det tills det kom i Royal Librarys ägo. Detta bibliotek donerades 1757 av kung George II till British Museum för att där utgöra kärnan till det som idag kallas British Library. 
Över större delen av tiden sågs dokumentet generellt som ett poem om moralisk förpliktelse. Enligt 1911 års Encyclopædia Britannica var detta i enlighet med den katalogisering som gjordes av David Casley. Dokumentets betydelse för frimureriets historia stod inte klart förrän 1840, då James Halliwell redogjorde för frågan i en artikel om frimureri. 
Texten i manuskriptet hävdar att frimureriet kom till England under Athelstans av England regeringstid 924-939. Manuskriptet finns numer i Royal Manuscript Collection i British Library, katalognummer 17 A. I.

## Matthew Cooke-manuskriptet
Matthew Cooke-manuskriptet är det äldsta i en grupp av ungefär hundra tidiga dokument som går under namnet Gothic Consitutions och det är det näst äldsta kända dokumentet i frimureriets historia. Dokumentet är en kopia av delar av två äldre dokument som inte längre finns kvar. Detta antyds av att texten avbryts och dessutom repeteras.
Gothic constitutions inleds vanligen med en åkallan, därefter en sägen eller legend om forntida murarkonst, en lista med pålagor och regler för murare, samt en ed eller ett löfte. 
Manuskriptet publicerades av R. Spencer i London år 1861 med Matthew Cooke som redaktör och han kom att ge namn åt dokumentet. I British Museums katalog är det förtecknat som "Additional M.S. 23,198" och har av William James Hughan (1841–1911) daterats till ca 1450 eller däromkring, en uppskattning som flertalet specialister delar. 
Dr. Wilhelm Begemann (1843–1914) antog att dokumentet "sammanställts och skrivits i den sydöstra delen av West Midlands, sannolikt i Gloucestershire eller Oxfordshire, möjligen också i sydöstra Worcestershire eller sydvästra Warwickshire. Book of Charges, som utgör dokumentets andra del, är helt säkert från 1300-talet medan den första delen, den historiska, mest sannolikt är från början av 1400-talet"  (A.Q.C. IX, sida 18)
Cooke-manuskriptet fanns nästan helt säkert i George Paynes ägo när han år 1720, under sin andra ämbetsperiod som stormästare, sammanställde General Regulations och som James Anderson (se nedan) tog med i sin version av Constitutions som publicerades år 1723. Bevisligen använde sig Anderson av raderna 901-960 i manuskriptet.
Frimurarlogen Quatuor Coronati i London tryckte manuskriptet i faksimil i volym II av sin Antigrapha år 1890, tillsammans med en kommentar av George William Speth.

## Les Statuts de Ratisbonne
Les Statuts de Ratisbonne från 1498 visar på övergången från praktiskt till spekulativt frimureri i Frankrike.

## The Kirkwall Scroll
The Kirkwall scroll, Kirkwall-rullen, är ett manuskript av oklart ursprung och som visar flera frimureriska symboler. Det hänger på den västra väggen i logen Kirkwall Kilwinning No. 38(2) på Orkney. Den hävdas vanligen vara den arbetstavla som skänktes till logen av broder William Graeme år 1785. Flera sägner tillskriver rullen Tempelherreorden och den heliga Graals plats. Dessa påståenden har emellertid ifrågasatts av Robert L.D. Cooper i dennes bok "The Rosslyn Hoax?". Cooper lägger fram bevis och hävdar att rullen tillverkades av William Graeme själv eller på dennes beställning. Cooper daterar rullen till den senare delen av 1700-talet genom en detaljstudie av rullens symboler.

## The Constitutions of the Moderns

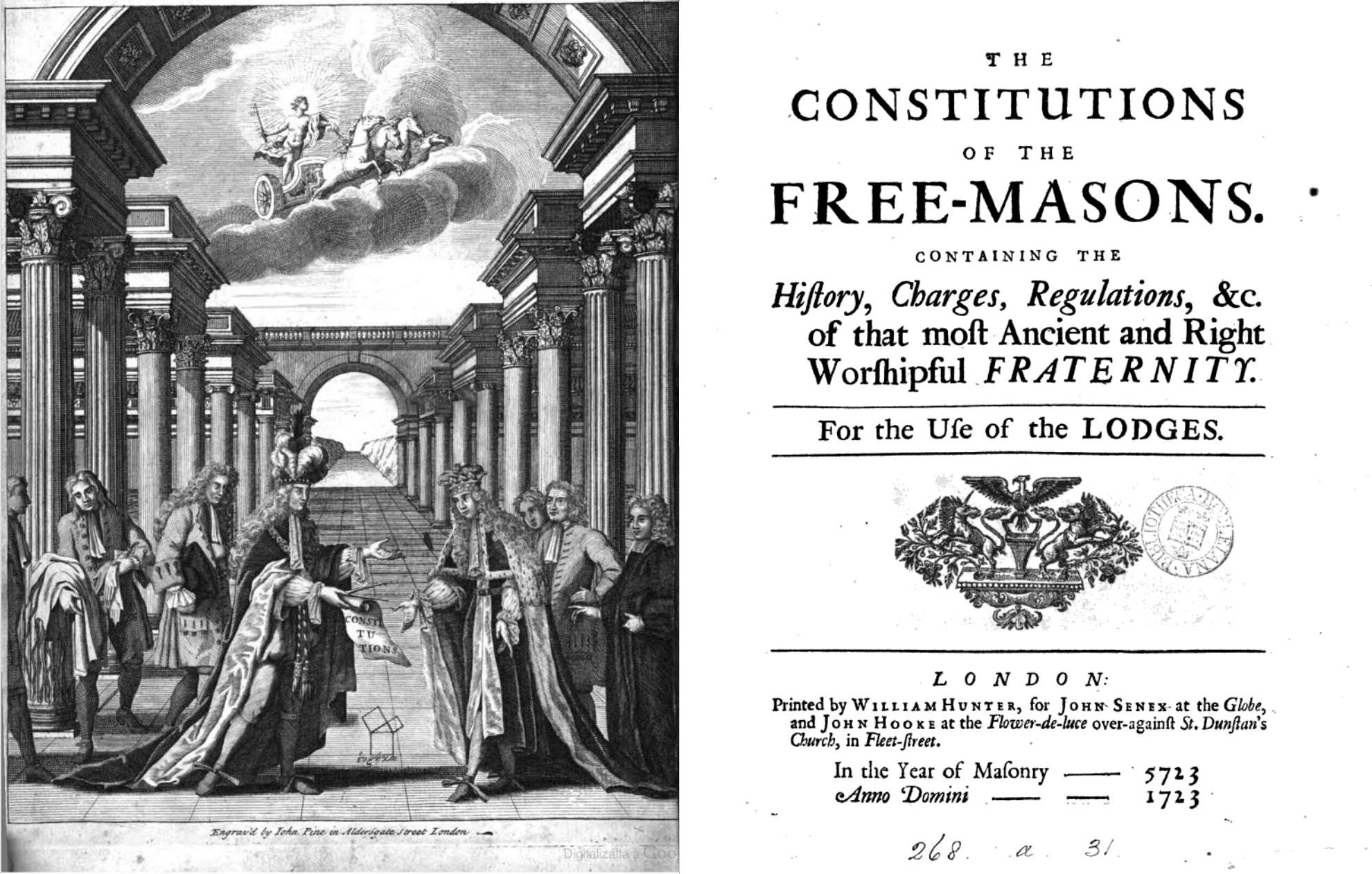
Titelsidan i Anderson's Constitutions

Constitutions of the Free-Masons, ungefär Frie Murares Lagar, är en samling regler som skrevs för storlogen Premier Grand Lodge of England i syfte att skapa en enhetlig och gemensam ritual för de frimurarloger i London och Westminster som lydde under denna storloge. Den var uppenbarligen inte ämnad för andra loger i olika delar av England, Skottland och Irland. Dess första och andra utgåva skrevs av pastor James Anderson år 1723 och 1738. 

### Historik
Andersons Constitutions grundade sig på de frimureriska dokument (Gothic Constitutions och George Paynes General Regulations)  Den första utgåvans fullständiga titel löd: The Constitutions of the Free-Masons, Containing the History, Charges, Regulations, &c. of that most Ancient and Right Worshipful Fraternity, For the Use of the Lodges.
På svenska blir detta ungefär Frie Murares Lagar, Innehållande Historien, Pålagor, Regler &c. för det Uråldrige och Högvördige Brödraskapet, Till Logernas Användande.
När storlogen år 1738 bytte namn från Grand Lodge of London and Westminster till Grand Lodge of England skrevs verket om av Anderson. Det nya manuskriptets titel från 1738 var The New Book of Constitutions of the Antient and Honourable Fraternity of Free and Accepted Masons, Containing Their History, Charges, Regulations, &c. Collected and Digested By Order of the Grand Lodge from their old Records, faithful Traditions and Lodge-Books, For the Use of the Lodges.
På svenska betyder detta ungefär Den Nya Lagboken för det Gambla och Hedervärda Brödraskapet av Fria och Antagne Murare, Innehållande Historien, Pålagor, Regler &c. Samlade och Ordnade På Order av Storlogen från deras gamla Urkunder, Exakta Hävder och Loge-Böcker, Till Logernas Användande.
Upplagan från 1723 redigerades och nytrycktes av Benjamin Franklin i Philadelphia år 1734 , vilket gjorde den till den första frimureriska bok som trycktes i USA.
En ny utgåva publicerades år 1754 av John Entick. Han återgick till de Pålagor som tecknats ner 1723 och som Anderson, särskilt i den första Pålagan, hade reviderat i 1738 års upplaga. Det är Enticks utgåva som utgör basen för de Ancient Charges (Uråldriga Pålagor) som idag återfinns i ordensstatuterna för United Grand Lodge of England. Endast smärre ändringar har gjorts, utom vad som sägs i den första Pålagan om Gud och religion 

### Constitutions år 1723
Den första delen i Constitutions behandlar religion. Den anger att frimurare kan ha vilken tro som helst så länge de bara håller sig till "den Tro till vilken alla Män bekänner sig" och kommer på så sätt mycket nära idén om en naturlig religion, en populär tanke under Upplysningstiden. 
- I - Om GUD och RELIGION
  - Det åligger en Murare att lyda morallagen; och om han rätteligen förstår Konsten, blir han aldrig en okunnig Ateist ej heller en ogudaktlig Libertin. Men även om, i forna tider, Murare i olika länder var ålagda att hålla sig till religionen i det landet eller det riket, vad det än var, är det numer ansett som mer ändamålsenligt att bara förpliktiga sig till den religion till vilken alla män bekänner sig och hålla sina egna Åsikter för sig själva: det vill säga att vara Goda och Hederliga män, eller män av Ära och Ärlighet, oavsett vilken Tro eller Övertygelse varefter de kan särskiljas; varigenom Mureri blir Föreningens Kärna och det Sätt som vinner sann Vänskap mellan personer som skulle ha varit för evigt åtskilda.
- II - Om VÄRLDSLIGA MYNDIGHETER, över- och underordnade
- III - Om LOGER
- IV - om MÄSTARE, Bevakande bröder, Medbröder och Lärlingar
- V - Om ledningen av KONSTEN
- VI - Om UPPTRÄDE, det vill säga:
  - 1. I Logen då den öppnats
  - 2. Efter Logen då Bröderna ännu inte lämnat den
  - 3. När Bröder möts enskilt, men utanför Loge
  - 4. I Närvaro av Främmande som inte är Murare
  - 5. Hemma och i Grannskapet
  - 6. Mot en främmande Broder

### Constitutions år 1738
Delen om religion i Constitutions från 1738 hänvisar till Noas sju lagar, vilken är en universell samling bindande morallagar för icke-judar som, enligt Talmud, Gud gav till Noa.
- I - Om GUD och RELIGION
  - Det åligger en Murare att lyda morallagen som en sann Noakid; och om han rätteligen förstår Konsten, blir han aldrig en okunnig Ateist ej heller en ogudaktlig Libertin, eller att handla mot sin övertygelse. I forna tider var de kristna Murarna ålagda att hålla sig till de Kristna sederna i varje land dit de reste eller där de arbetade; vilket land de än befann sig i, även bland olika religioner. De är huvudsakligen ålagda att hålla sig till den religion till (och lämna varje broder åt sin egen åsikt); det vill säga att vara goda och hederliga män, män av ära och ärlighet, oavsett vilket namn, vilken religion eller övertygelse varefter de kan särskiljas; för de är alla eniga om att Noas tre stora påbud utgör logens kitt. På detta sätt blir Mureri Föreningens Kärna och det lyckliga sätt som vinner vänskap mellan personer som annars skulle ha varit för evigt åtskilda.

## The Constitutions of the Antients
The Book of Constitutions, eller Ahiman Rezon of the Grand Lodge of England According to the Old Institutions, även känd som  Antient Grand Lodge of England eller Grand Lodge of the Antients, ungefär Den Gambla Storlogen, publicerades första gången 1754. Dess författare, Laurence Dermott, var Storsekreterare i Antient Grand Lodge från 1752 till 1771. Den fullständiga titeln på första utgåvan var Ahiman Rezon; or a Help to a Brother; showing the Excellency of Secrecy, and the first cause or motive of the Institution of Masonry; The Principles of the Craft; and the benefits from a Strict Observance thereof, etc., etc.; Also the Old and New Regulations; etc. To which is added the greatest collection of Masons' Songs, etc.
På svenska blir detta ungefär Ahiman Rezon; eller en Hjälp till en Broder, utvisande Tystlåtenhetens Förträfflighet, och den första grunden och motivet till Murarkonsten; Konstens Principer; och fördelarna med en Strikt Observans därpå, etc., etc.; Även de Gamla och Nya Lagarna; etc. Till vilka har tillagts den största samlingen av Murarsånger, etc. En andra upplaga publicerades 1764 och därpå följande utgåvor 1778, 1787, 1800, 1801, 1807 och 1813. Den andra utgåvan nytrycktes 1855 i Philadelphia av Leon Hyneman. Dermott lånade mycket material från Constitutions of the Grand Lodge of Ireland, Irländska Storlogens Lagar, vilka hade publicerats 1751.
Den första Pålagan i Ahiman Rezon lyder ungefär:
- PÅLAGA  I.  Rörande GUD och Religion.
  - Det åligger en Murare att ha en fast tro på den sanna Tillbedjan av den evige Guden, liksom i alla de heliga Skrifter som Dignitärer och Kyrkans män har sammanställt och givit ut att användas av alla goda Män: Så att ingen som rätteligen förstår Konsten, omöjligen kan anträda den olycklige Libertinens ogudaktiga väg, eller förledas att följa de högmodiga Bekännarna av Ateism eller Deism; ej heller skall han befläckas av det stora misstaget blind Vidskepelse, men kan ha Friheten att omfatta den Tro han anser rätt, förutsatt att han vid alla Tider betygar sin Skapare vördnad, och i den allmänna Världen beflitar sig om Ära och Ärlighet så att denna gyllene regel blir hans Rätte-Snöre för alla hans handlingar, på det att han skall göra mot Alla så som han vill att de gör mot honom; För Konsten, istället för att ge sig in i fåfänga och obehövliga Diskussioner om Mäns Olika Åsikter och Övertygelse, att inlåta i Brödraskapet alla gode och ärlige, varigenom det haver medfört Försoningens verktyg bland Personer, som utan denna Hjälp, skulle ha förblivit evigt Söndrade.

## The Constitutions of the United Grand Lodge of England
När United Grand Lodge of England inrättades i och med sammangåendet mellan the Antients och the Moderns, togs en ny version av Constitutions fram. Det var en syntes av Constitution of Anderson of the Premier Grand Lodge of England och Ahiman Rezon från Antient Grand Lodge of England:
- I - Om GUD och RELIGION.
  - Det åligger en Murare att lyda morallagen; och om han rätteligen förstår konsten blir han aldrig en dum ateist eller en ogudaktig libertin. Han, av alla män, skall bäst förstå att Gud inte ser på samma sätt som människan ser; ty en människa ser på det som är för ögonen, men Herren ser till hjärtat. En Murare är därför, särskilt förbunden att aldrig handla i strid mot sin övertygelse. Låt en mans religion eller åkallan vara vad den vill, han är inte utesluten ur orden förutsatt att han tror på den lysande byggmästaren av himmel och jord och utövar moralens heliga plikt.

### Översättning
Den här artikeln är helt eller delvis baserad på material från engelskspråkiga Wikipedia.